# Cnephasiini
De Cnephasiini zijn een geslachtengroep van vlinders in de onderfamilie Tortricinae van de familie bladrollers (Tortricidae).

## Taxonomie
De groep bevat de volgende geslachten:

- Amphicoecia Razowski, 1975
- Archicnephasia Razowski, 1983
- Arotrophora Meyrick, 1881
- Astrosa Diakonoff, 1951
- Cnephasia Curtis, 1826
- Decodes Obraztsov, 1961
- Decodina Powell, 1980
- Doloploca Hübner, 1825
- Drachmobola Meyrick, 1907
- Eana Billberg, 1820
- Epicnephasia Danilevskii, 1963
- Euledereria Fernald, 1908
- Exapate Hübner, 1825
- Immariana Park & Byun, 1991
- Kawabeia Obraztsov, 1965
- Mictoneura Meyrick, 1881
- Neosphaleroptera Réal, 1953
- Oporopsamma Gozmány, 1954
- Oxypteron Staudinger, 1871
- Paranepsia Turner, 1916
- Paraphyas Turner, 1927
- Parastranga Meyrick, 1910
- Peraglyphis Common, 1963
- Propiromorpha Obraztsov, 1955
- Protopterna Meyrick, 1908
- Sphaleroptera Guenée, 1845
- Stenopteron Razowski, 1989
- Syllomatia Common, 1963
- Symphygas Common, 1963
- Taeniarchis Meyrick, 1931
- Tanychaeta Common, 1963
- Tortricodes Guenée, 1845
- Xerocnephasia Leraut, 1979

1. ↑  Cnephasiini Genus Informatie BioLib. biolib.cz. Geraadpleegd op 11 december 2023.